# أحمد سرتيب
أحمد سرتيب، (مواليد 20 فبراير 2000)، هو لاعب كرة قدم عراقي يلعب في مركز خط الوسط لصالح نادي الزوراء والمنتخب العراقي الاولمبي.